# Johnny Schuth
Johnny Schuth (7 de desembre de 1941) és un exfutbolista francès.

## Selecció de França
Va formar part de l'equip francès a la Copa del Món de 1966.